# Lepidium bipinnatifidum
Lepidium bipinnatifidum är en korsblommig växtart som beskrevs av Nicaise Auguste Desvaux. Lepidium bipinnatifidum ingår i släktet krassingar, och familjen korsblommiga växter. Inga underarter finns listade i Catalogue of Life.